# Maxfield Parrish
Maxfield Parrish (25. července 1870 – 30. března 1966) byl americký malíř a ilustrátor. Je známý typickou sytou barevností svých obrazů a idealizovanou neoklasickou tematikou s častým využitím androgynních figur. Byl synem kreslíře Stephena Parrishe a jeho původní jméno bylo Frederick Parrish; své druhé jméno Maxfield, které se stalo i uměleckým jménem, si zvolil podle dívčího příjmení své babičky z otcovy strany.

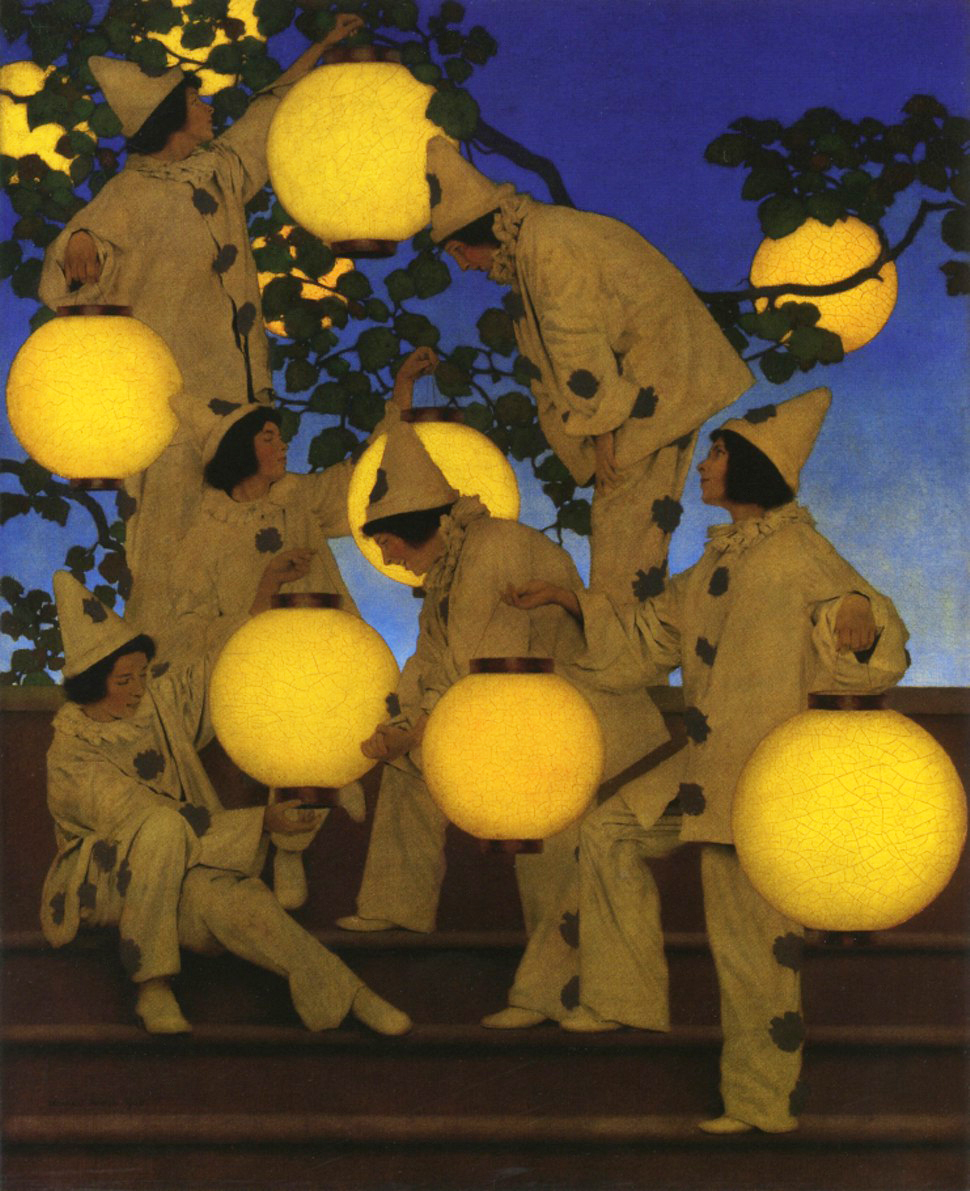
Maxfield Parrish: Nosiči lamp, 1908

Parrish dva roky studoval architekturu na Haverford College, pak navštěvoval uměleckou školu Pennsylvania Academy of the Fine Arts a byl žákem Howarda Pylea. Během své více než padesátileté kariéry vytvořil téměř 900 výtvarných prací a stal se roku 1906 členem newyorské Národní akademie designu (National Academy of Design).